# 실은 나, 최강이었다?
실은 나, 최강이었다?(일본어: 実は俺、最強でした? Am I Actually the Strongest?[*])는 스미모리 사이가 쓴 일본의 라이트 노벨 시리즈이다. 원래 2018년 9월 소설 게시 웹사이트 소설가가 되자를 통해 출판된 이 시리즈는 나중에 고단샤에 인수되었으며, 고단샤는 타카하시 아이의 삽화와 함께 시리즈를 인쇄 출판하기 시작했다. 2023년 7월 현재 6권이 발매되었다. 타카하시가 그린 만화 각색판은 2019년 4월 니코니코 동화 기반 웹 만화 플랫폼 수요일의 시리우스에서 연재를 시작했다. 2023년 12월 기준 시리즈의 개별 장이 11권으로 수집되었다. 스테이플 엔터테인먼트에서 제작한 애니메이션 TV 시리즈로 2023년 7월부터 10월까지 방영되었다.

## 구성
하루토 하트 젠피스는 괴롭힘과 스포트라이트를 피하고 싶은 니트이다. 여신에게 소환되어 마법이 지배하는 세계로 환생하기 전까지는 말이다. 여신은 그에게 상상도 할 수 없는 치트 능력을 부여하고, 그가 평화롭게 살 수 있도록 왕족으로 다시 태어난다. 하지만 상황은 예상치 못한 방향으로 흘러간다. 그의 마력은 출생 직후 잘못된 평가 방식으로 인해 측정되어 무력한 것으로 간주되었다. 오해를 하고 있는 왕실 부모들은 갓 태어난 왕자를 수치스러운 존재로 여긴다. 그들은 그가 사산되어 숲에 버려졌다고 주장한다. 그는 야생에서 생존하기 위해 다양한 마법 장벽을 사용한다. 플레이라는 아름다운 여성 펜리르가 하루토를 발견하고, 그의 과도한 권력을 존경하며 그에게 충성과 봉사를 바친다. 골드 젠피스(하트의 먼 친척)가 그와 플레이에게 접근하여 그의 가족으로 데려온다. 자라면서 하트는 다소 어색한 삶을 살고 있으며 악마의 우정, 왕실의 불화, 암살 음모, 비밀 슈퍼 히어로 정체성, 여동생을 키우는 과정에서 긴장을 풀고 싶어한다.